# Nadnárodní nevládní neziskové organizace v oblasti životního prostředí
Nadnárodní nevládní neziskové organizace tvoří rozsáhlou síť propojující organizace zabývající se ochranou životního po celém světě. Jsou jednou ze složek ochrany životního prostředí, sledují činnost politických stran a jejich rozhodování ohledně životního prostředí, navrhují zákony, které předkládají parlamentu ke schválení a podílí se na restauraci zdevastované krajiny.
"Právo předkládat návrhy zákonů má podle Ústavy poslanec, skupina poslanců, Senát (pouze jako celek), vláda a krajská zastupitelstva. Součástí návrhu je kromě znění zákona i důvodová zpráva", proto Nadnárodní nevládní neziskové organizace nemohou navrhovat zákony, které předkládají parlamentu ke schválení!!!
Dlouhodobým cílem těchto organizací je mj. zvýšit obecné povědomí občanů o tématech politiky životního prostředí a stanoviscích nevládních organizací.

## Evropské nadnárodní neziskové organizace v oblasti životní prostředí
Na celoevropské úrovni pracuje 10 velkých environmentálních organizací, tzv. Zelená desítka. (Green 10). Jedná se o neformální uskupení desíti největších evropských ekologických organizací sdružující více než 20 milionů evropských obyvatel, které se zabývá vývojem politiky životního prostředí a udržitelného rozvoje EU. Pod většinu z těchto deseti sdružení spadají i české organizace (např. Zelený kruh, Centrum pro dopravu a energetiku)

### Členské organizaceZelené desítky
Členskými organizacemi Zelené desítky a jejich českými partnery jsou:
- Birdlife International – Česká společnost ornitologická
- Climate Action Network Europe – Centrum pro dopravu a energetiku
- European Environmental Bureau – Zelený kruh, Společnost pro trvale udržitelný život
- Ústav pro ekopolitiku, Ekologický právní servis
- European Federation for Transport and Environment - Český a Slovenský dopravní klub, Centrum pro dopravu a energetiku
- European Public Health Aliance
- International Friends of Nature – Přátelé přírody ČR
- Friends of the Earth Europe – Hnutí DUHA
- Greenpeace Europe – Greenpeace ČR
- WWF – European Policy Office
- CEE Bankwatch Network – Centrum pro dopravu a energetiku, Hnutí DUHA

## Cíle a práce ekologických organizací
Úkolem ekologických organizací je prosazovat, uskutečňovat a hájit veřejný zájem na zdravém životním prostředí pro každého občana a na ochraně přírody. Usilují například o legislativní změny, které povedou k ochraně přírody před znečištěním nebo o snižování množství odpadu. Dále pečují o některé z nejvzácnějších částí české přírody. Budují a provozují naučné stezky a zajišťují ekologickou výchovu a vzdělávání.

### Právní rámec
Aby tyto organizace dělaly svou práci dobře, je nutná jejich nezávislost, nestrannost a kvalitní práce s důrazem na přesnost, správnost a důvěryhodnost.
Všechny ekologické organizace podepsaly zvláštní úmluvu, tzv. etický kodex, kterým se zavazují k plnění těchto standardů.
Legislativa nevládních neziskových organizací je založena na spolupráci a komunikaci environmentálních organizací při tvorbě a prosazování politiky životního prostředí. Jejím cílem je úspěšné prosazování připomínek členských organizací a spolupráce veřejnosti na připravovaných zákonech v duchu Aarhurské úmluvy. Tato úmluva je přelomovým dokumentem pro životní prostředí a demokracii. Pojednává o přístupu k informacím a účasti veřejnosti na rozhodování a přístupu k právní ochraně a demokracii. Aarhurská úmluva byla připravena v 90. letech na půdě Evropské hospodářské komise OSN a do roku 2000 se k ní podpisem přihlásilo přes 40 zemí z Evropy a Střední Asie. Česká republika k této úmluvě přistoupila v roce 2004.

### Financování nevládních neziskových organizací
Z ekonomického hlediska jsou nevládní neziskové organizace absolutně nezávislé na příspěvcích od států a různých národních seskupení. Snaží se tím distancovat od politických skupin, možné manipulace z jejich strany a zachovat si svou neutralitu. Spoléhají se proto pouze na příspěvky dobrovolníků. Hlavním měřítkem těchto organizací nemá být zisk peněz jako u komerčních firem, ale snaha naplňovat konkrétní poslání organizace a řešit problémy společnosti. Finance získávají na svou činnost jednak interně (členské příspěvky, prodej vlastních produktů) nebo externě (veřejné sbírky, dary jednotlivců a firem, granty). Často mají problémy se zajištěním dostatečných zdrojů na svou činnost a menší skupiny mohou řešit i existenční problémy.

## Postavení nevládních neziskových organizací ve společnosti
Dobrovolníci z řad neziskových organizací podporující životní prostředí neměli nikdy vzhledem ke společnosti příliš příznivou situaci. Naráželi převážně na nepochopení z řad obyvatelstva, které se o tyto problémy nezajímalo. Lidé neměli důvod nic měnit, měli dost všech surovin potřebných pro pohodlný život. Navíc si uvědomovali, že by každá změna znamenala snížení osobních nároků na pohodlí popř. nějakou aktivitu. Právě z těchto důvodů se v minulých letech většina lidí od těch zelených distancovala a s přibývajícími lety mezi nimi tato propast narůstala. V dnešní době už je situace příznivější.

## Climate Action Network Europe (CAN – Europe)
CAN – Europe je nevládní nezisková organizace, která koordinuje činnost environmentálních skupin z celé Evropy zaměřujících se na problematiku spojenou se současnými změnami klimatu. Českým partnerem této organizace je Centrum pro dopravu a energetiku – nevládní nezisková organizace působící od roku 2000, která se zaměřuje na dopravní politiku a legislativu.
Mezi cíle CAN – Europe patří podpora vlády i soukromého sektoru ve snaze snížit antropogenní emise skleníkových plynů, které jsou považovány za významnou příčinu změn klimatu, dále monitorovat a podporovat realizaci politických záměrů, které se týkají ochrany klimatu v Evropě. Nynější aktivity CAN – Europe jsou převážně zaměřeny na požadavky Rámcové úmluvy OSN o změně klimatu a Kjótského protokolu a plnění stanovených cílů, rozvoj a podporu širšího využívání alternativních zdrojů energie a spolupráci s evropskými environmentálními organizacemi.